# Gilbert Cartier
Pour les articles homonymes, voir Cartier.
Gilbert Cartier, né le 25 novembre 1912 à Thiais (Seine) et mort le 2 juillet 1968 à Villeneuve-le-Roi (Val-de-Marne), est un homme politique français.

## Biographie
Exerçant la profession de chef d'atelier, il est élu député de Seine-et-Oise en novembre 1946 sous l’étiquette MRP. Puis l’année suivante, il devient maire de Villeneuve-le-Roi et le demeura jusqu’en 1965.